# Стела Героев (Кривой Рог)
Стела Героев — памятник в Кривом Роге (Украина), посвящённый криворожанам и людям, связавшим свои биографии с Кривым Рогом — Героям Советского Союза, Социалистического Труда и Украины. Памятник республиканского значения.

## История
Памятник авторства архитектора Бориса Кохно и художника Георгия Бахмутова был построен в 1969 году и открыт 20 июля 1971 года в лесопарке Соцгорода. На памятнике значилось 27 Героев Социалистического Труда и 46 Героев Советского Союза.
В 1982 году произведена реконструкция стелы.
В 2011 году, в связи с плохим состоянием памятника, депутатами Криворожского городского совета было принято решение о реконструкции и переносе в сквер за монументом «Победа». Автор памятника Григорий Бахмутов был против такого решения, мотивируя большим ущербом для памятника.
Осенью 2013 года памятник был демонтирован из Парка Героев. 22 февраля 2014 года открылся обновлённый историко-мемориальный комплекс «Стела Героев».

## Характеристика
Памятник, высотой 4 метра и длиной 30 метров, представляет собой два железобетонных полукольца установленных на возвышении. 
На внешней стороне стелы находятся 14 мозаичных панно с эпизодами истории Кривого Рога. На внутренней стороне на гранитных табличках высечены имена Героев Советского Союза, Героев Социалистического Труда и Героев Украины.
При оформлении мозаик памятника использовано 62 вида горных пород Кривбасса. Мозаики оформлял художник Алексей Кожеков.
Изначально был посвящён Героям Советского Союза и Героям Социалистического Труда — по полукольцу для каждых. После реконструкции и переноса к именам добавили Героев Украины.

### Герои Советского Союза
Указано 44 Героя Советского Союза:
1. Агафонов, Яков Михайлович
2. Алексеенко, Александр Минович
3. Байбаренко, Григорий Николаевич
4. Булда, Степан Константинович
5. Быков, Иван Михайлович
6. Волосевич, Пётр Семёнович
7. Глинка, Борис Борисович
8. Глинка, Дмитрий Борисович
9. Гуренко, Кузьма Иосифович
10. Деревянко, Алексей Акимович
11. Должанский, Юрий Моисеевич
12. Дудниченко, Виктор Маркович
13. Захарченко, Михаил Дмитриевич
14. Заяц, Денис Архипович
15. Калинин, Иван Николаевич
16. Кобылянский, Иван Александрович
17. Койнаш, Василий Васильевич
18. Костенко, Павел Иванович
19. Кудин, Иван Назарович
20. Курячий, Константин Николаевич
21. Лавроненко, Иван Васильевич
22. Леонтюк, Антон Константинович
23. Мирович, Анатолий Иванович
24. Муха, Григорий Никифорович
25. Мыхлик, Василий Ильич
26. Найденко, Василий Михайлович
27. Невпряга, Николай Тимофеевич
28. Нежигай, Иван Лукич
29. Новиков, Василий Сергеевич
30. Овчаренко, Иван Тихонович
31. Погорелов, Михаил Савельевич
32. Пурин, Павел Павлович
33. Руденко, Иван Ильич
34. Рыжов, Михаил Иванович
35. Сергиенко, Николай Егорович
36. Сигаков, Дмитрий Ильич
37. Скляр, Григорий Аникеевич
38. Скопенко, Василий Фёдорович
39. Стрельцов, Виктор Николаевич
40. Труд, Андрей Иванович
41. Цыганков, Василий Евдокимович
42. Шевченко, Иван Маркович
43. Шкапенко, Владимир Ефимович
44. Шконда, Дмитрий Кириллович

### Герои Социалистического Труда
Указано 59 Героев Социалистического Труда:
1. Алексеев, Борис Петрович
2. Армашова, Анна Фёдоровна
3. Артамонов, Владимир Александрович
4. Бакунец, Иван Арсентьевич
5. Бондарь, Георгий Ефимович
6. Бородулин, Анатолий Иванович
7. Буряк, Иван Макарович
8. Быковский, Устин Яковлевич
9. Вивчаренко, Клавдия Александровна
10. Виноградов, Иван Николаевич
11. Высоцкий, Александр Степанович
12. Галатов, Николай Семёнович
13. Галенко, Иосиф Афанасьевич
14. Гиль, Павел Евстафьевич
15. Денисенко, Андрей Андреевич
16. Диденко, Владимир Петрович
17. Довгаль, Владимир Никитович
18. Евсюков, Валентин Александрович
19. Емельянов, Николай Петрович
20. Жмайло, Андрей Павлович
21. Журавлёв, Александр Иванович
22. Замрий, Фёдор Дмитриевич
23. Зымалев, Георгий Семёнович
24. Иванов, Василий Григорьевич
25. Кисарев, Владимир Фёдорович
26. Колпак, Василий Михайлович
27. Колпаков, Валентин Алексеевич
28. Косогов, Яков Михайлович
29. Костенко, Виталий Алексеевич
30. Кравцов, Иван Семёнович
31. Кудым, Иван Алексеевич
32. Кузнецов, Ион Ефимович
33. Лещенко, Сергей Андреевич
34. Лобода, Яков Данилович
35. Мироненко, Валентин Карпович
36. Мурзак, Василий Леонтьевич
37. Никитченко, Анатолий Пантелеевич
38. Новиков, Фёдор Макарович
39. Орищенко, Николай Михайлович
40. Павленко, Григорий Иванович
41. Петрук, Андрей Дмитриевич
42. Питаде, Анатолий Алексеевич
43. Пихай, Мария Александровна
44. Поборчий, Александр Павлович
45. Подлепа, Алексей Пантелеймонович
46. Ростальный, Александр Афанасьевич
47. Рязанов, Фёдор Фёдорович
48. Савицкий, Иван Иванович
49. Саласюк, Владимир Митрофанович
50. Сафутин, Павел Александрович
51. Свинаренко, Дмитрий Михайлович
52. Солодуха, Антон Яковлевич
53. Стадниченко, Иван Илларионович
54. Статкевич, Артём Александрович
55. Сторожук, Анатолий Васильевич
56. Толстобров, Милий Алексеевич
57. Уманец, Григорий Яковлевич
58. Яновский, Владимир Романович
59. Ярёменко, Владимир Иванович

### Герои Украины
Указано 5 Героев Украины:
1. Владимиренко, Александр Владимирович
2. Короленко, Михаил Константинович
3. Костюченко, Михаил Иванович
4. Сичевой, Владимир Иванович
5. Скопенко, Виктор Васильевич